# Джефферсон-Девіс (округ, Міссісіпі)
Шаблон:StateAbbr_ 31°34′ пн. ш. 89°49′ зх. д. / 31.56° пн. ш. 89.82° зх. д.
Округ  Джефферсон-Девіс (англ. Jefferson Davis County) — округ (графство) у штаті Міссісіпі, США. Ідентифікатор округу 28065.

## Історія
Округ утворений 1906 року.

## Демографія
За даними перепису 
2000 року 
загальне населення округу становило 13962 осіб, усе сільське.
Серед мешканців округу чоловіків було 6609, а жінок — 7353. В окрузі було 5177 домогосподарств, 3770 родин, які мешкали в 5891 будинках.
Середній розмір родини становив 3,2.
Віковий розподіл населення поданий у таблиці:
| Стать    | До 15 років | 15-21 | 22-29 | 30-39 | 40-49 | 50-65 | 65-85 | Понад 85 |
| -------- | ----------- | ----- | ----- | ----- | ----- | ----- | ----- | -------- |
| Чоловіки | 1665        | 759   | 661   | 812   | 884   | 1071  | 679   | 78       |
| Жінки    | 1575        | 792   | 716   | 916   | 1041  | 1142  | 1003  | 168      |

## Суміжні округи
- Сімпсон — північ
- Ковінґтон — схід
- Ламар — південний схід
- Меріон — південь
- Лоуренс — захід

## Виноски
1. ↑  U.S. Decennial Census. United States Census Bureau. Архів оригіналу за 26 квітня 2015. Процитовано 4 листопада 2014.
2. ↑  Historical Census Browser. University of Virginia Library. Архів оригіналу за 11 серпня 2012. Процитовано 4 листопада 2014.
3. ↑  Population of Counties by Decennial Census: 1900 to 1990. United States Census Bureau. Архів оригіналу за 28 грудня 2014. Процитовано 4 листопада 2014.
4. ↑  Census 2000 PHC-T-4. Ranking Tables for Counties: 1990 and 2000 (PDF). United States Census Bureau. Архів оригіналу (PDF) за 18 грудня 2014. Процитовано 4 листопада 2014.
5. ↑  State & County QuickFacts. United States Census Bureau. Архів оригіналу за 7 червня 2011. Процитовано 3 вересня 2013.(англ.) Наведено за англійською вікіпедією.
6. ↑  American FactFinder. Бюро перепису населення США. Архів оригіналу за 21 травня 2008. Процитовано 31 січня 2008.

| США | Це незавершена стаття з географії США. Ви можете допомогти проєкту, виправивши або дописавши її. |